# Tombense FC
Der Tombense Futebol Clube ist ein brasilianischer Fußballclub aus der im Südosten des Bundesstaats Minas Gerais gelegenen, rund 10.000 Einwohner zählenden Stadt Tombos. Der Verein ist in der Regel in der zweiten oder dritten Leistungsstufe der Staatsmeisterschaft von Minas Gerais anzutreffen. 2002 und 2006 wurde Tombense dort Drittligameister von Minas Gerais und 2014 Viertligameister Brasiliens.

## Geschichte
Der Verein wurde am 7. September 1914 gegründet, wurde aber erst Mitte 2000 durch Investitionen des Unternehmens Brazil Soccer bekannt. Der Verein hat seither diverse Verbesserungen an seiner Infrastruktur vorgenommen, stellt mehrere Mannschaften in verschiedenen Altersgruppen auf und nimmt am Liga-Spielbetrieb von Minas Gerais teil.
In Deutschland wurde der FC Tombense durch den Transfer von Cícero Santos zu Hertha BSC bekannt. Auch Bamba Anderson, der inzwischen bei Eintracht Frankfurt spielt, verfügte über einen Vertrag beim FC Tombense.
In Brasilien ist Tombense eher als Stammverein des Torwarts Bruno bekannt, der nach seinem Wechsel zu Flamengo Rio de Janeiro 2009 in den Verdacht geraten ist eine Bekannte ermordet zu haben. Jônatas Domingos, der zwischenzeitlich auch bei RCD Espanyol in Barcelona spielte, gewann in der zweiten Hälfte der 2010er Jahre  einige Titel mit Flamengo. Bei der Nationalmannschaft durfte er 2006 einmal auf der Bank sitzen.
2014 konnte man sich über die Staatsmeisterschaft von Minas Gerais für die Série D (4. Liga Brasiliens) qualifizieren und diese auf Anhieb gewinnen. Seit 2015 spielt Tombense damit in der Série C. 2021 wurde der Klub in der Série C Zweiter und qualifizierte sich damit für die Série B 2022. Nach Abschluss der Série B 2023 musste der Klub als 18. wieder absteigen.

## Erfolge
- Meister der Série D: 2014
- Recopa Minas Gerais: 2020[1], 2021[2]

## Bekannte Spieler
- Alessandro Nunes
- Chris
- Cícero Santos
- Bamba Anderson